# Sadio Ba
Sadio Ba (sinh 24 tháng 1 năm 1973) là một cầu thủ bóng đá Bỉ đã giải nghệ và hiện tại là huấn luyện viên bóng đá. Ông từng thi đấu ở vị trí tiền vệ phải.
Ba trước đây thi đấu ở K.V.C. Westerlo trong nhiều mùa giải ở Giải bóng đá hạng nhất quốc gia Bỉ.